# Parafia Najświętszego Ciała i Krwi Pana Jezusa w Brzeznej
Parafia Najświętszego Ciała i Krwi Pana Jezusa w Brzeznej – parafia rzymskokatolicka z siedzibą w Brzeznej, znajdująca się w diecezji tarnowskiej, w dekanacie Nowy Sącz Zachód.